# Nadir Moretti
Nadir Moretti, auch Nadir Baltimore, ist ein italienisches Model und Schauspieler.

## Leben
Moretti, der auch als Nadir Baltimore auftrat und über dessen Leben wenig bekannt ist, drehte zwischen 1958 und 1977 elf Filme unterschiedlicher Genres, in denen er meist exotisch besetzt wurde – als Mongole (Kin Khan in Die Höllenhunde des Dschingis Khan), Hebräer (Samson in Die Stunde der harten Männer) oder Franzose (Etienne Drevereaux in Drei Pistolen gegen Cesare), auch einmal als Zorro. In Federico Fellinis Julia und die Geister wurde ihm eine Nebenrolle als (dem tatsächlichen Beruf entsprechendes) Model übertragen.
Mehrfach ausgezeichnet, so als schönster Athlet Italiens im Jahr 1961 und Mister Apollo Italia 1964, war Moretti auch auf der Bühne zu sehen, so 1959 bei der 32. Maggio Musicale Fiorentino in Golem (Alessandro Fersen).

## Filmografie (Auswahl)
- 1958: Marinai, donne e guai
- 1963: Die Höllenhunde des Dschingis Khan (Maciste contro i Mongoli)
- 1964: Die Stunde der harten Männer (Ercole, Sansone, Maciste e Ursus gli invincibili)
- 1967: Drei Pistolen gegen Cesare (Tre pistole contro Cesare)
- 1969: Zorro – Graf von Navarra (Zorro marchese di Navarra)
- 1977: Clouzot & C. contro Borsalino & C.